# Lichtburg
 (janvier 2023).
Si vous disposez d'ouvrages ou d'articles de référence ou si vous connaissez des sites web de qualité traitant du thème abordé ici, merci de compléter l'article en donnant les références utiles à sa vérifiabilité et en les liant à la section « Notes et références ».
Le Lichtburg (en français : château de lumière) était un grand cinéma du quartier berlinois de Gesundbrunnen. Il a été construit en 1929 sur un projet de l'architecte Rudolf Fränkel à proximité immédiate de la gare de Berlin Gesundbrunnen (sur la rue Behmstrasse, entre les rues Badstrasse et Heidebrinker Strasse). Endommagé durant la Seconde Guerre mondiale, il sert de dépôt avant d'être détruit en 1970.
Il s'agissait d'un Grenzkino, un des cinémas frontaliers situés à la limite entre deux zones d'occupation alliées à Berlin.

## Histoire

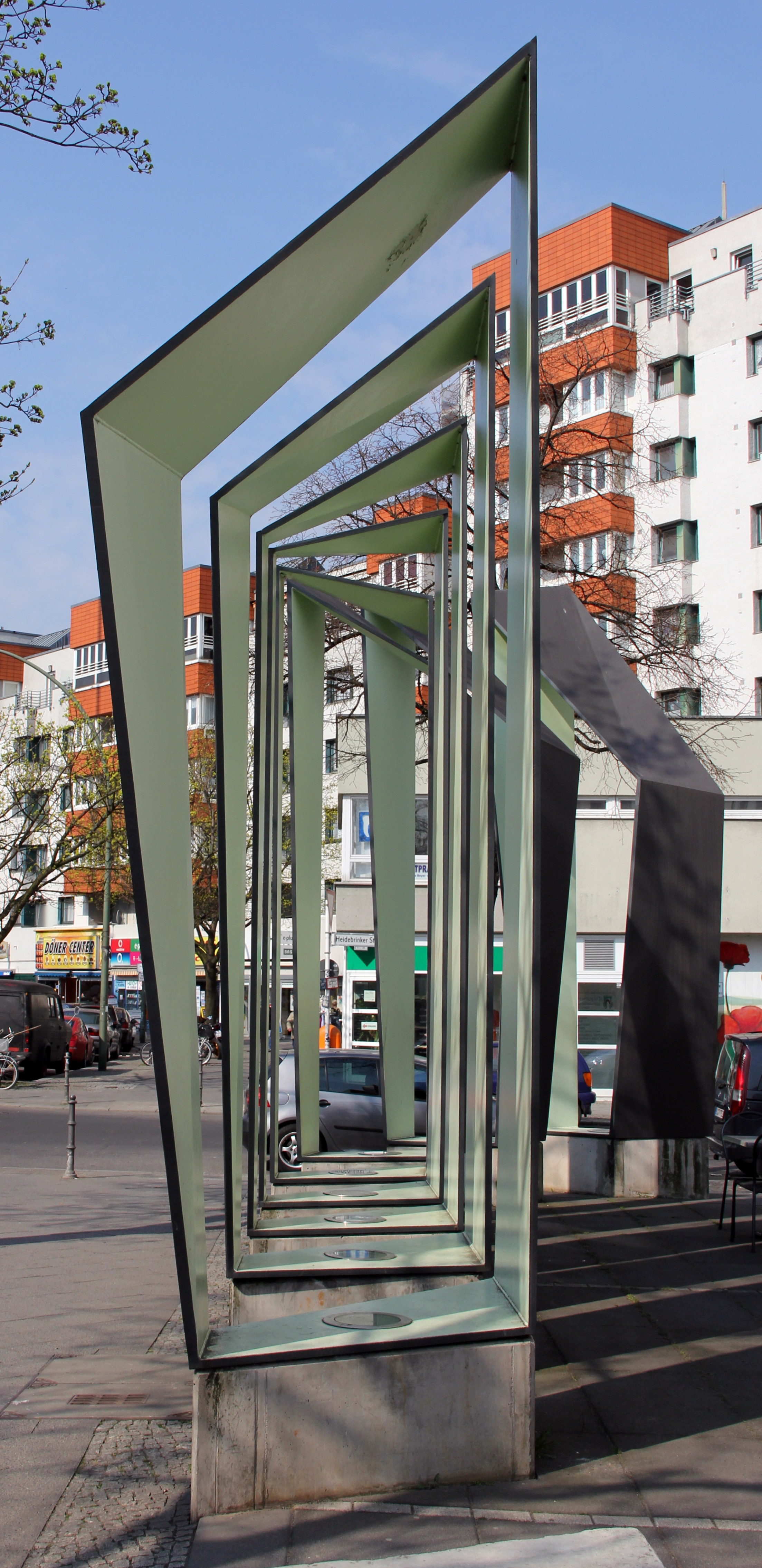
Sculpture Phantom der Lichtburg, de la Behmstraße, à Berlin-Gesundbrunnen.

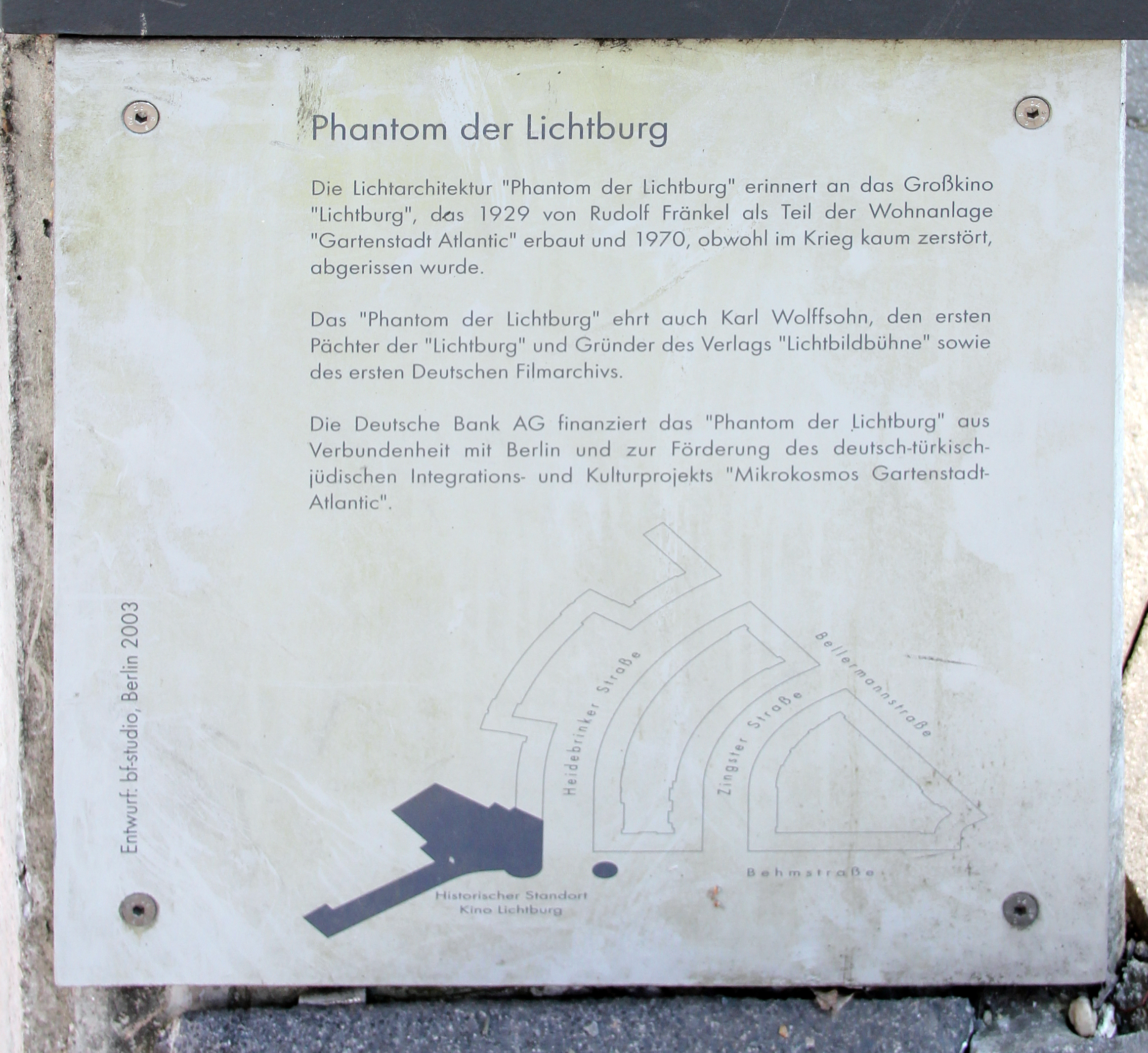
Plaque commémorative, Behmstrasse 9, à Berlin-Gesundbrunnen.

Ce grand cinéma de Berlin est commandé par la Lichtburg Theaterbetriebs-Gesellschaft mbH, fondée en novembre 1928  . Le Lichtburg ouvre le 25 décembre 1929. Il constitue la pièce maîtresse de la cité-jardin Atlantic, également conçue par Rudolf Fränkel. À l'époque, le Lichtburg est l'un des lieux de théâtre, de cinéma et de variétés les plus importants d'Allemagne : un palais de divertissement de plus de 2000 places comprenant des salles de danse et de fête, des restaurants, des bars, des cafés, des pistes de bowling et des salles de réunion.
L'éditeur juif et pionnier du cinéma Karl Wolffsohn était locataire et exploitant du grand cinéma depuis 1931. Entre 1934 et 1935, le bâtiment est géré comme un théâtre d'opéra populaire par le Kammersänger Walter Kirchhoff (de). En 1937, avec des investisseurs américains, Wolffsohn achète le Gartenstadt Atlantic, y compris le cinéma. En 1939, le pouvoir nazi procède à l'aryanisation du Lichtburg.
Dans les derniers jours de la Seconde Guerre mondiale, le bâtiment est lourdement endommagé. Certaines parties du cinéma sont provisoirement reconstruites après que le foyer a servi d'écurie à l'Armée rouge. En 1947, il est rouvert sous le nom de Corso-Theater, initialement avec des programmes d'opérette.
Avant la construction du Mur, de nombreux Berlinois de l'Est se rendent dans ce cinéma frontalier du secteur français. L'isolement du quartier de Wedding à la suite de la division de Berlin entraîne la fermeture du cinéma en 1962. L'ensemble sert ensuite de dépôt de blé et de conserves. Dans le cadre d'un programme de rénovation, la démolition de l'ensemble immobilier classé a lieu en 1970.
Aujourd'hui, une sculpture devant le centre interculturel du Lichtburgforum rappelle le lieu autrefois légendaire. La voie Lichtburgring, du nom du grand cinéma, est située à la frontière entre les quartiers berlinois de Gesundbrunnen et de Prenzlauer Berg.

## Architecture
Le design novateur de Fränkel de 1929 reflète l'enthousiasme pour le nouveau média qu'est le cinéma à cette époque. Le langage architectural du Lichtburg rappelle les projets pionniers de l'époque tels ceux d'Erich Mendelsohn, aux structures caractéristiques principalement horizontales, et au jeu expressif de courbes proéminentes.
Fränkel a composé une alternance de bandes horizontales et verticales. L'ensemble se constitue de deux bâtiments à structure horizontale - un bâtiment de cinq étages sur la Behmstraße et un bâtiment de quatre étages sur la Heidebrinker Straße - entre lesquels les salles du cinéma étaient disposées.
La nuit, les lignes verticales prédominaient, résultant de 15 rangées continues de fenêtres en verre blanc disposées en demi-cercle et rétro-éclairées par un ensemble de 1000 ampoules. Le vitrage de la zone d'entrée avec des caissons lumineux intégrés pour la publicité du cinéma donnait l'impression que la structure de 22,5 mètres de haut flottait dans les airs, couronnée par le cylindre plat d'un pavillon de toit en verre.
De là, trois projecteurs de marine rotatifs avec des miroirs paraboliques émettaient des signaux lumineux loin dans la zone environnante. Sur le bord du toit trônait l'inscription Lichtburg en lettres lumineuses rouges de 1,20 mètre de haut. Le principe du cinéma - la projection de lumière dans une pièce sombre - était ainsi littéralement transféré vers l'extérieur, à travers l'éclairage dans l'environnement nocturne de l'espace urbain.
Des magazines spécialisés comme Bauwelt ont rendu compte de l'ouverture du grand cinéma, saluant, outre le geste architectural et urbain, les équipements techniques modernes et l'organisation de l'espace, en particulier un nouveau concept de vestiaires fonctionnant sur deux côtés qui permettait de diriger le flux de visiteurs par des entrées et des sorties séparées, sans interruption.